# Dissona
Genre
Dissona est un genre de mollusques gastéropodes de la famille des Ovulidae. 

## Liste d'espèces
Selon World Register of Marine Species (1er octobre 2017) :
- Dissona reflexa Cate, 1973
- Dissona tarasconii Bozzetti, 2007
- Dissona tosaensis (Azuma & Cate, 1971)